# 和田正武
和田 正武（わだ まさたけ、生没年不詳）は、南北朝時代の武将。子に正忠。

## 出自
父は南朝に仕えた和田正興ともされているが、正武の出自に関しては諸説あり、はっきりとしていない。当時、南朝に仕えた者のなかでは楠木正季の子の和田高家・賢秀兄弟などが和田姓を称しているが、彼らと正武との関係は不明。正武らの和田氏を楠木氏一族とは別流とする見解もある。

## 生涯
楠木氏の当主楠木正儀とともに南朝の後村上天皇に仕えた。正平7年/文和元年（1352年）、足利尊氏が東国に拠った弟直義を討つため出陣すると、南朝は北畠親房指揮のもと一斉に蜂起し、京に残った尊氏の子義詮を追い出して京都を一時的に占領する（正平一統の破綻）。しかし、程なくして細川氏や佐々木氏らに保護された義詮の巻き返しに遭い、撤退。この時、子の正忠が美濃守護土岐頼康の弟康貞（悪五郎）を一騎討ちで討ち取るなど南朝方は奮戦するものの、結局敗れて再び賀名生に逃れた。
正平23年/応安元年（1368年）3月、後村上天皇が崩御し長慶天皇が即位する。長慶天皇は北朝に対してきわめて強硬な姿勢をとった。そのため和睦派の正儀と対立するようになり、翌年になって管領細川頼之の誘いを受けた正儀は北朝方に転じた。正儀の裏切りに激怒した長慶天皇は、正武らに正儀への攻撃を命じた。正武は軍勢を率いて（南朝方に留まっていた正儀の子・正勝を擁していたともされる）正儀の本拠地東条城へと攻め込んだが、細川氏らの援軍を得た正儀に撃退された。建徳2年/応安4年（1371年）にも正武は四条隆俊（隆資の子）とともに再び東条城を攻めるが、攻めきれず撤退している。
文中2年/応安6年（1373年）、幕府は正儀を先鋒に南朝の本拠地であった天野山金剛寺を攻める。正武らは必死に防戦するも支えきれず、四条隆俊が戦死するなど南朝方の敗北に終わった。
弘和2年/永徳2年（1382年）に正儀が再び南朝方に転じた後、正武は死去した（死因は病死とされるが、具体的な没年に関しては不明）。